# Eddington (ESA)
Eddington – początkowo planowana na 2008 rok, następnie porzucona, misja Europejskiej Agencji Kosmicznej, której celem miało być poszukiwanie planet pozasłonecznych. Sonda miała zbadać 50 000 gwiazd od najmniejszych do największych i od najstarszych do najmłodszych. Miała badać obiekty z niespotykaną dotychczas dokładnością. Główny instrument Eddingtona miał stanowić bardzo czuły fotometr, który rejestrowałby minimalne zmiany jasności gwiazd, wywołane tranzytem planet na tle ich tarczy. Urządzenie planowano wysłać w przestrzeń kosmiczną przy pomocy rakiety Sojuz i umieścić w odległości 1,5 miliona kilometrów od Ziemi (punkt libracyjny – L2). Nazwa sondy pochodzi od nazwiska brytyjskiego astrofizyka Arthura Eddingtona.